# Bahnhof Liverpool Street

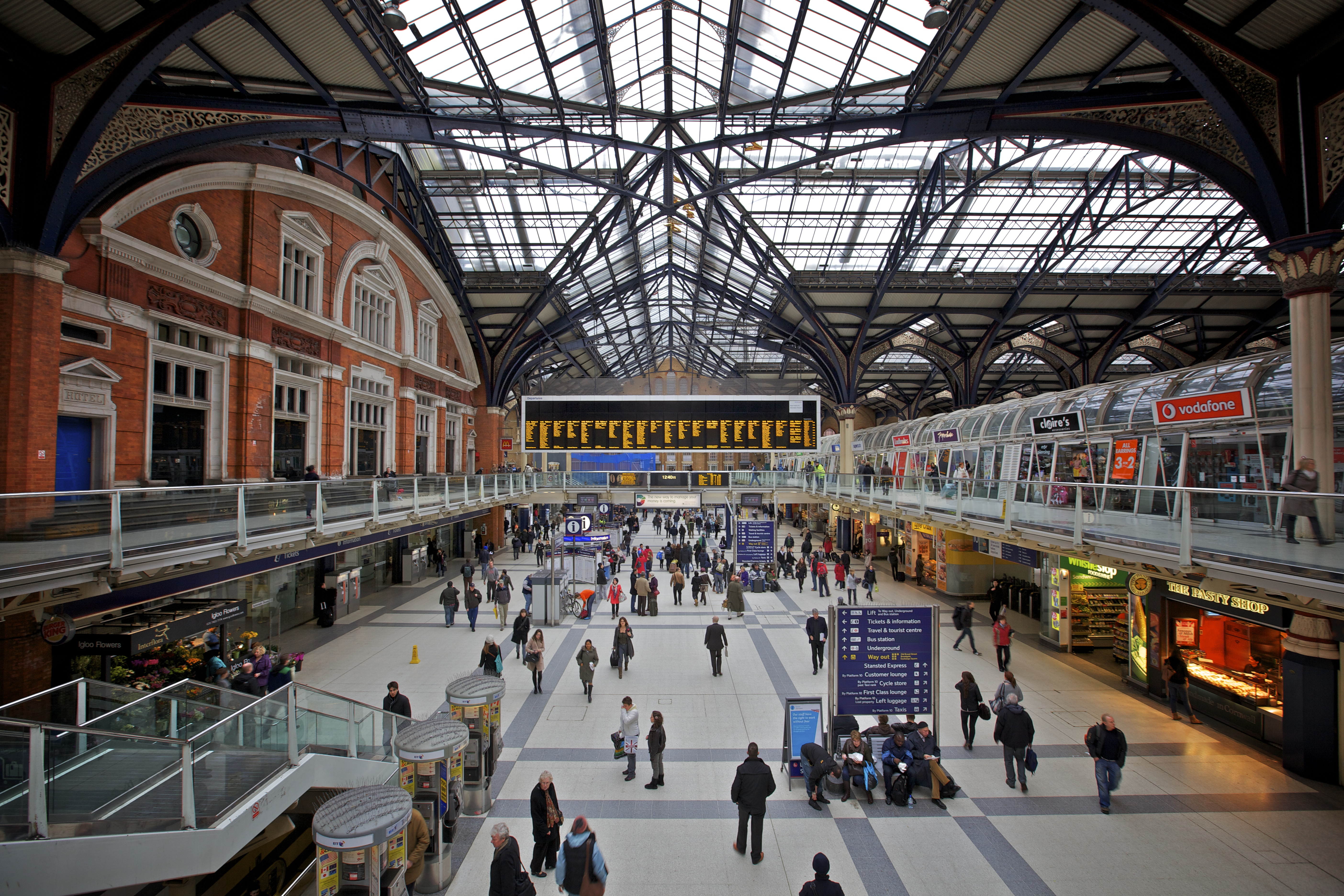
Ansicht der Haupthalle

Der Bahnhof Liverpool Street ist einer der Hauptbahnhöfe von London und liegt an der gleichnamigen Straße in der nordöstlichen Ecke der City of London. Er wurde 1874 als neuer Kopfbahnhof der Great Eastern Railway eröffnet und ersetzte den bisherigen, weiter östlich gelegenen Bahnhof Bishopsgate. Der in der Travelcard-Tarifzone 1 gelegene Bahnhof wird heute überwiegend von Zügen der Gesellschaft Abellio Greater Anglia bedient. Züge verkehren in den Nordosten Londons, nach Essex und in weitere Regionen Ostenglands. Eingänge befinden sich am Bishopsgate, an der Liverpool Street selbst und beim Geschäftszentrum Broadgate (das am Standort des früheren Bahnhofs Broad Street errichtet wurde). Liverpool Street ist einer von 18 Bahnhöfen, die von der Bahninfrastrukturgesellschaft Network Rail betrieben werden. Im Jahr 2016 nutzten 67,339 Millionen Eisenbahnfahrgäste den Bahnhof, hinzu kommen weitere 71,61 Millionen Fahrgäste der U-Bahn. Zusammengerechnet ergibt dies täglich über 380.000 Personen.
Seit dem Jahr 2022 ist der Bahnhof Liverpool Street durch die neue Elizabeth Line (Crossrail) direkt mit wichtigen Londoner Vierteln, dem Flughafen Heathrow, Paddington, Canary Wharf sowie Shenfield und Abbey Wood verbunden – dies verkürzt die Reisezeiten deutlich und macht die Station zu einem modernen Verkehrsknotenpunkt der Metropole. Zudem beherbergt das Empfangsgebäude das Mahnmal „Kindertransport – Die Ankunft“, das an die Rettung tausender jüdischer Kinder vor der nationalsozialistischen Verfolgung erinnert.

## Eisenbahn

### Betrieb und Anlage
Liverpool Street ist der am drittmeisten frequentierte Bahnhof Londons und auch Großbritanniens, nach Waterloo und Victoria. Von Liverpool Street aus verkehren Eisenbahn-Züge in den Osten Englands, unter anderem nach Cambridge, Chelmsford, Clacton-on-Sea, Colchester, Harlow, Hertford, Ipswich, Norwich und Southend-on-Sea, hinzu kommen Verbindungen in die östlichen Stadtbezirke Londons. Ein paar Schnellzüge täglich nach Harwich ermöglichen Anschlüsse an die Fähren nach Hoek van Holland, der Stansted Express verkehrt zum Flughafen London-Stansted.
Die meisten Züge, die von diesem Bahnhof aus auf der Great Eastern Main Line verkehren, werden durch die Bahngesellschaft Abellio Greater Anglia betrieben. Die Vorortszüge nach Shenfield werden seit 2015 durch TfL Rail angeboten, als Vorlaufbetrieb für die S-Bahn-ähnliche Crossrail-Strecke, die ab Mai 2022 schrittweise eröffnet wird. London Overground betreibt den Vorortsverkehr auf den Lea Valley Lines nach Enfield Town, Cheshunt und Chingford. Eine kleine Anzahl Züge am späten Abend und an Wochenenden werden durch c2c betrieben und fahren über Barking nach Southend-on-Sea und Shoeburyness.
Der Bahnhof und die ausgehenden Strecken sind, wie im nördlichen Teil Londons üblich, mit Wechselstrom-Oberleitungen (25 kV/50 Hz) elektrifiziert. Teile des Bahnhofs, darunter die zwei westlichsten Bahnsteige der Haupthalle und das U-Bahn-Stellwerk, stehen unter Denkmalschutz (Grade II).

### Geschichte

#### Ein neuer Kopfbahnhof für die City (1875)

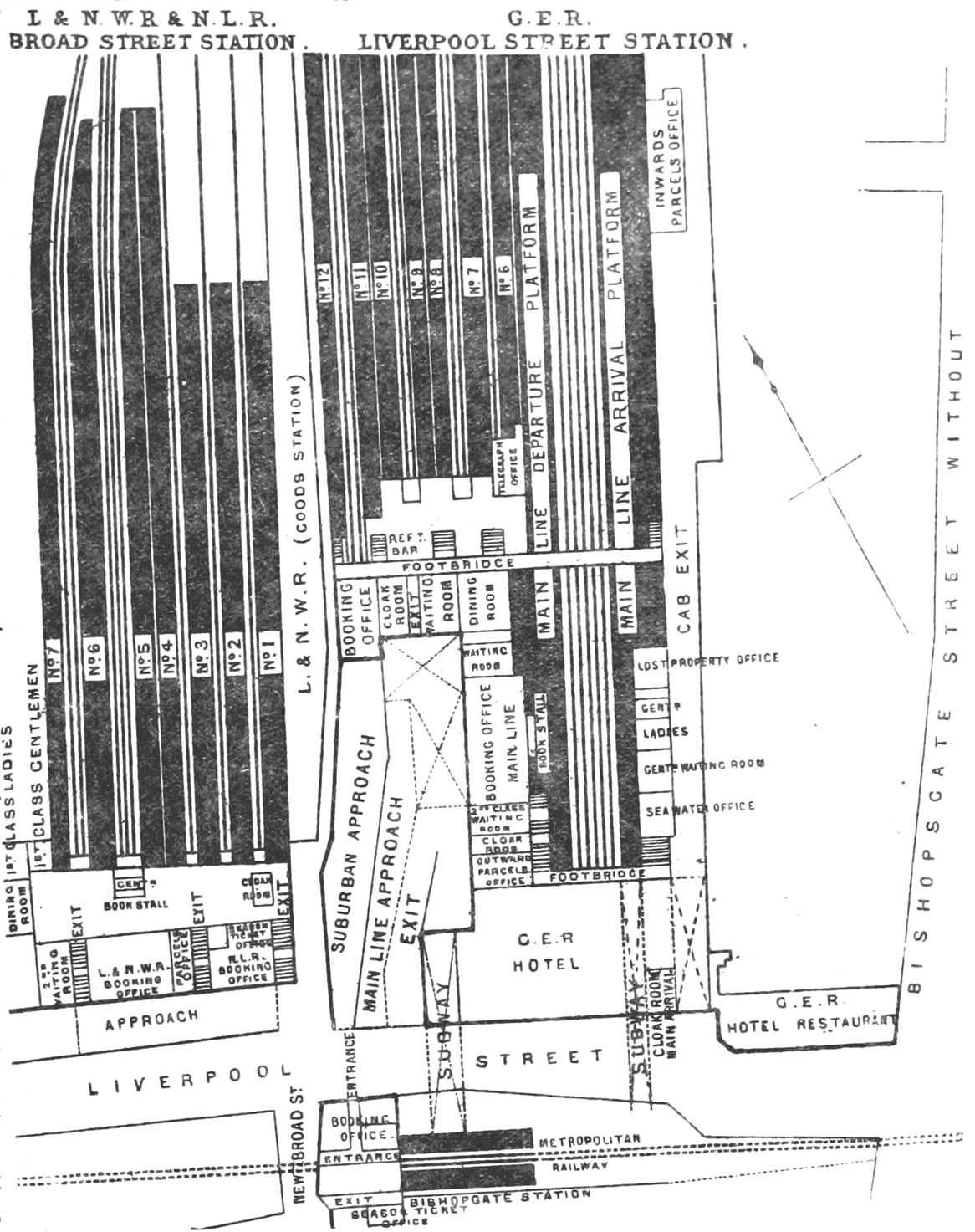
Plan der Bahnhöfe Liverpool Street und Broad Street, etwa 1888

Die Great Eastern Railway (GER) entstand 1862 aus der Fusion mehrerer Bahngesellschaften. In ihrem Besitz befand sich nun der Bahnhof Bishopsgate in London, der als Ausgangspunkt für die Strecken nach Ostengland diente. Bishopsgate war für den Personenverkehr der GER unzureichend und aufgrund der Lage im Stadtteil Shoreditch wenig attraktiv für den Pendlerverkehr zur City of London, auf den das Unternehmen ein besonderes Augenmerk geworfen hatte. Als Folge davon plante die GER einen neuen, zentraler gelegenen Bahnhof.

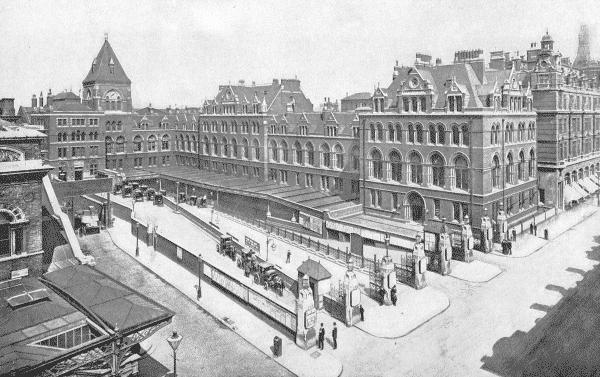
Westseite des Bahnhofs (1896)

1865 sahen erste Pläne eine 1,6 km lange Strecke vor, die östlich des bestehenden Kopfbahnhofs in Shoreditch von der Hauptlinie abzweigt, sowie einen neuen Kopfbahnhof an der Liverpool Street. Bishopsgate sollte nach der Vollendung des Projekts als Güterbahnhof dienen. Liverpool Street sollte von der GER und der East London Railway (ELR) genutzt werden. Der Bahnhof sollte zwei Ebenen umfassen, mit den Bahnsteigen der GER auf Ziegelsteinviadukten ruhend und den ELR-Bahnsteigen etwa 37 Fuß (11,27 m) darunter. Das Bahnhofsgebäude sollte etwa 630×200 Fuß (192 × 61 Meter) groß sein, mit der Hauptfassade an der Liverpool Street und einem Nebeneingang an der Bishopsgate Street (heute als Bishopsgate ein Teil der A10). Die hölzerne Hauptgleishalle des Bahnhofs sollte zweiteilig sein, mit einem zentralen Hohlraum, um Licht zum unteren Teil durchzulassen und die Luftzirkulation zu ermöglichen. Der GER-Architekt entwarf ein Bahnhofsgebäude im Italianate-Stil.
Das Parlament erteilte mit dem Great Eastern Railway (Metropolitan Station and Railways) Act 1864 die Genehmigung zum Bau der Strecke und des Bahnhofs. Der Bahnhof entstand auf einem zehn acres (vier Hektar) großen Gelände, auf dem früher das Bethlem Royal Hospital stand. Zur selben Zeit ließ die North London Railway auf dem angrenzenden Grundstück den Bahnhof Broad Street errichten. Das Gelände wurde durch Enteignung erworben, wodurch 3000 Einwohner der Kirchgemeinde St Botolph-without-Bishopsgate ihr Heim verloren. Die Mietwohnungen von 7000 Personen um Shoreditch wurden zwangsgeräumt, um Platz für die Zufahrtsstrecke zur Liverpool Street zu schaffen; ebenso mussten das City of London Theatre und das städtische Gaswerk weichen. Um die durch die Abschiebung verursachte Notlage der Betroffenen auszugleichen, wurde die Bahngesellschaft mit dem Gesetz von 1864 dazu verpflichtet, täglich preiswerte Arbeiterzüge von und zum Bahnhof verkehren zu lassen.

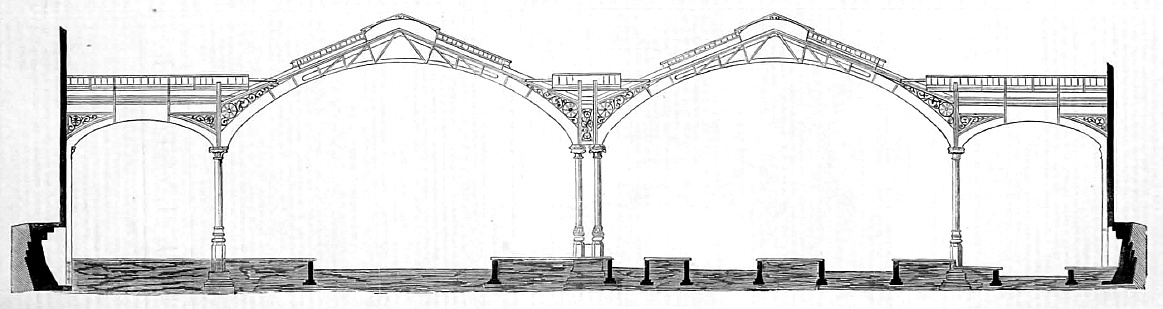
Querschnitt der ursprünglichen Bahnhofshalle

Der Bahnhof wurde von GER-Ingenieur Edward Wilson entworfen und durch das Londoner Bauunternehmen Lucas Brothers errichtet. Entwurf und Ausführung des Daches waren Aufgabe der Fairburn Engineering Company. Der Baustil war annähernd neugotisch, Baumaterial waren hauptsächlich Ziegelsteine, während für die dekorativen Elemente Bath Stone zur Verfügung stand. Das Gebäude besaß Fahrkartenschalter sowie die Büros der GER, unter anderem Räume für den Vorsitzenden, den Vorstand, den Aufsichtsrat, das Sekretariat und die Ingenieure. Über die Haupthalle spannten sich vier schmiedeeiserne, verglaste Satteldächer. Die beiden zentralen Dächer waren 109 Fuß (33,22 m) breit, die äußeren 46 und 44 Fuß (14,02 bzw. 13,41 m). Die Länge der Dächer betrug über den östlichen Hauptlinien-Bahnsteigen 730 Fuß (220,5 m), über den westlichen Vorortslinien-Bahnsteigen 450 Fuß (137,16 m). Der Bahnhof hatte zehn Bahnsteige, wovon zwei den Hauptlinien und die übrigen dem Lokalverkehr vorbehalten waren.
Vorortszüge begannen den teilweise fertiggestellten Bahnhof ab 2. Oktober 1874 zu nutzen. Ab 1. November 1875 war er in vollem Umfang betriebsbereit. Der ursprüngliche Kopfbahnhof Bishopsgate wurde für den Personenverkehr geschlossen und diente ab 1881 als Güterbahnhof, bis er 1964 einem Großbrand zum Opfer fiel. Das von Charles Barry Jr. entworfene Great Eastern Hotel unmittelbar südlich des Bahnhofs Liverpool Street wurde im Mai 1884 eröffnet. Es beherbergt die nach dem GER-Vorsitzenden Claud John Hamilton benannten Hamilton Rooms.

#### Erweiterung des Bahnhofs (1895)

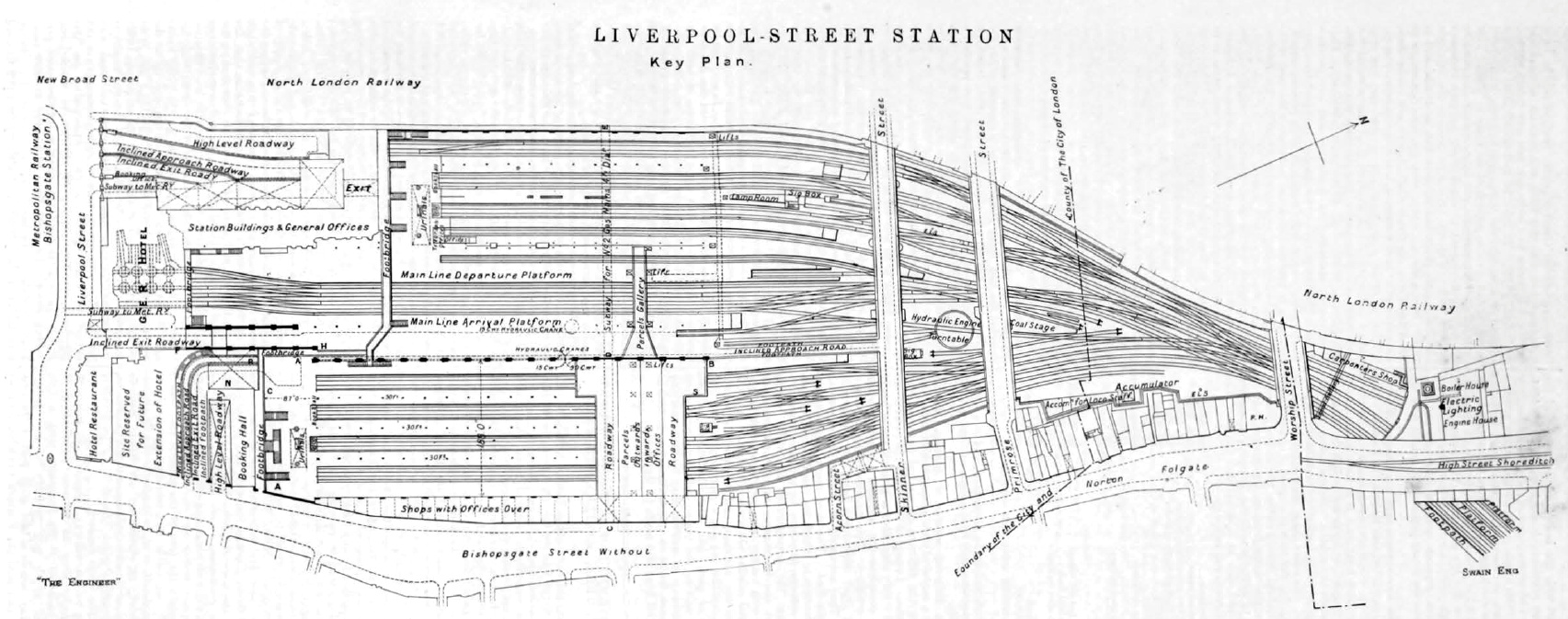
Grundriss des erweiterten Bahnhofs (1895)

Zu Beginn hielten viele den Bahnhof noch für einen teuren „weißen Elefanten“, doch nach nur zehn Jahren war seine Kapazität ausgelastet (ca. 600 Züge täglich). Nachdem das Parlament 1888 seine Zustimmung erteilt hatte, begannen 1890 die Arbeiten an einer Erweiterung um acht Gleise östlich des bestehenden Bahnhofs. Liverpool Street besaß nun die meisten Bahnsteige aller Londoner Bahnhöfe, bis zur Erweiterung des Bahnhofs Victoria im Jahr 1908.
Der Bahnhof wurde um etwa 70 m nach Osten verbreitert; zusätzliche Läden und Büros entstanden östlich der neuen Gleishalle bis hin zur Grenze der Kirchgemeinde Bishopsgate-Street Without. Ebenso erhielt der neue Teil der Haupthalle ein eigenes Dach. Chefingenieur war John Wilson, Architekt war William Neville Ashbee. Als Teil des Projekts war die GER vom Parlament dazu verpflichtet worden, alle von den Arbeiten betroffenen Mieter umzusiedeln. 137 wurden in bereits bestehenden Gebäuden untergebracht, die übrigen 600 zogen in neue Mietshäuser um, die das Unternehmen auf eigene Kosten hatte errichten müssen. Um die Jahrhundertwende hatte Liverpool Street den ausgedehntesten Vorortsverkehr in London und galt als einer der am meisten frequentierten Bahnhöfe der Welt. 1912 nutzten ihn rund 200.000 Fahrgäste täglich in etwa 1000 unterschiedlichen Zügen.

#### Erster Weltkrieg und Zwischenkriegszeit

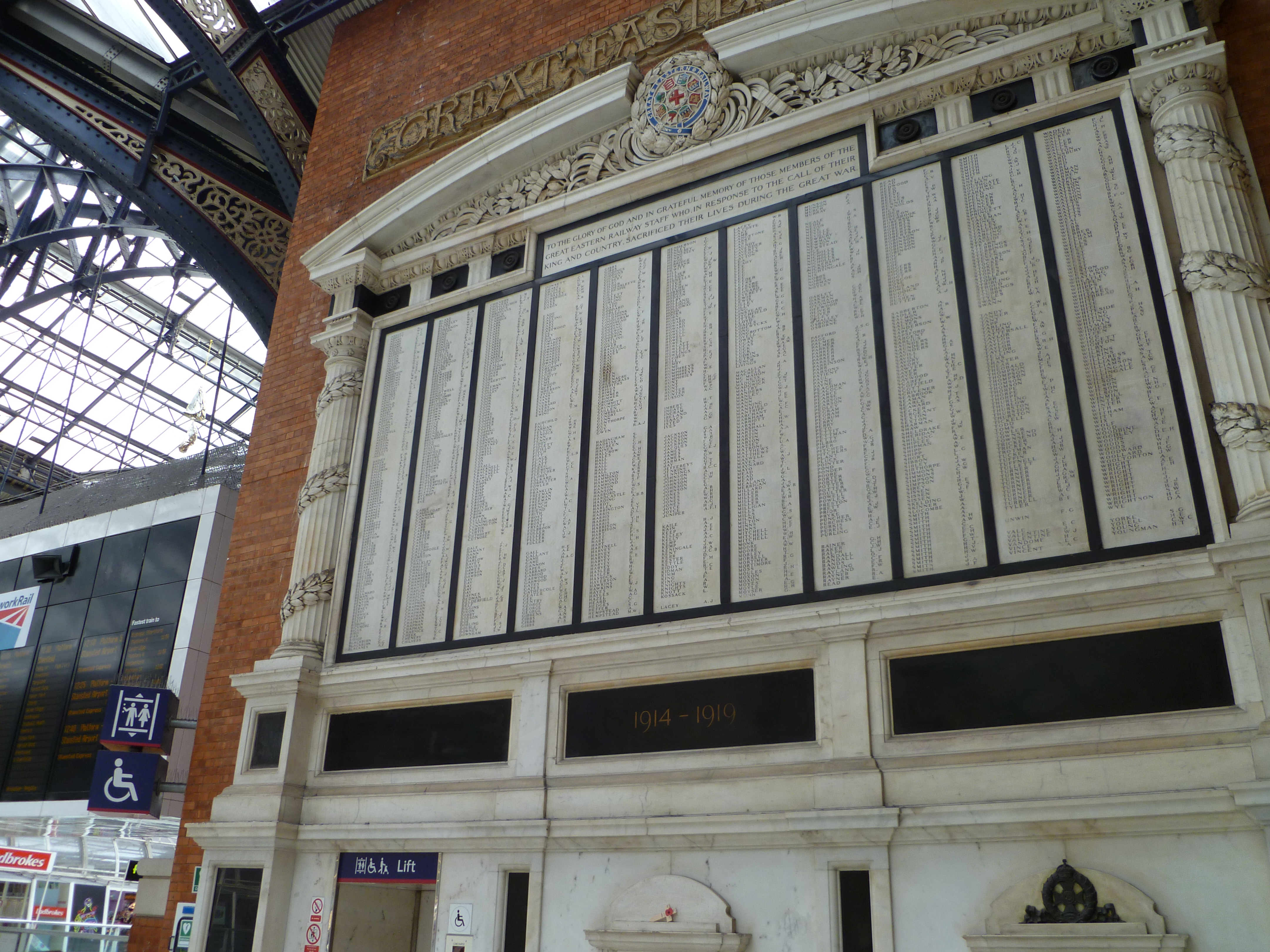
GER-Kriegerdenkmal

Während des Ersten Weltkriegs fand am 13. Juni 1917 die Operation Türkenkreuz statt, in der zwanzig deutsche Bomber des Typs Gotha G.I einen Luftangriff auf London flogen. Der Angriff traf mehrere Gebäude, darunter den Bahnhof Liverpool Street. Sieben Tonnen Sprengstoff fielen auf den Bahnhof, dabei wurden 162 Menschen getötet und 432 weitere verletzt. Es handelte sich um den tödlichsten Luftangriff auf Großbritannien während des Krieges.
Die Great Eastern Railway ehrte über 1000 ihrer Angestellten, die im Ersten Weltkrieg gefallen waren, mit einem großen Kriegerdenkmal aus Marmor in der Schalterhalle. General Henry Hughes Wilson enthüllte es am 22. Juni 1922; er wurde wenige Stunden später vor seinem Haus von Mitgliedern der Irisch-Republikanischen Armee erschossen. Eine Gedenktafel, die einen Monat später neben dem GER-Denkmal enthüllt wurde, erinnert an ihn. Seit 1990 befindet sich das Kriegerdenkmal oberhalb der Haupthalle, nahe beim Eingang von der Liverpool Street her. Eine weitere Gedenktafel erinnert an den Seemann Charles Fryatt, der 1915 mit seinem Schiff ein feindliches U-Boot zu rammen versucht hatte und ein Jahr später von den Deutschen hingerichtet wurde.
Nach dem Krieg stieß der Bahnhof mit über 230.000 Fahrgästen täglich an seine Kapazitätsgrenzen. Die GER erwog die Elektrifizierung der Vorortsstrecken nach Chingford und Enfield, konnte sich dies jedoch nicht leisten. Stattdessen führte die GER im Bahnhof Liverpool Street automatische Signale ein und nahm Änderungen am Gleisplan vor. Die Bekohlung und die Wasserübernahme erfolgten unmittelbar im Bahnhof, wodurch die Wendezeiten reduziert und die Produktivität erhöht werden konnten. Ab 2. Juli 1920 konnte ein 2,5-Minuten-Takt (vier Linien im 10-Minuten-Takt) angeboten werden, wobei die Anpassungskosten nur 80.000 Pfund betrugen anstatt der drei Millionen Pfund, die bei einer Elektrifizierung notwendig gewesen wären. Dieses offiziell als Intensive Service bezeichnete Angebot, das eine Leistungssteigerung von 50 % in der Hauptverkehrszeit ermöglichte, war im Volksmund als Jazz Service bekannt. Nach dem Generalstreik im Mai 1926 wurde es nicht weiter aufrechterhalten, auch wenn der Spitzname Jazz Service für die Vorortzüge ab Liverpool Street noch lange Zeit genutzt wurde.

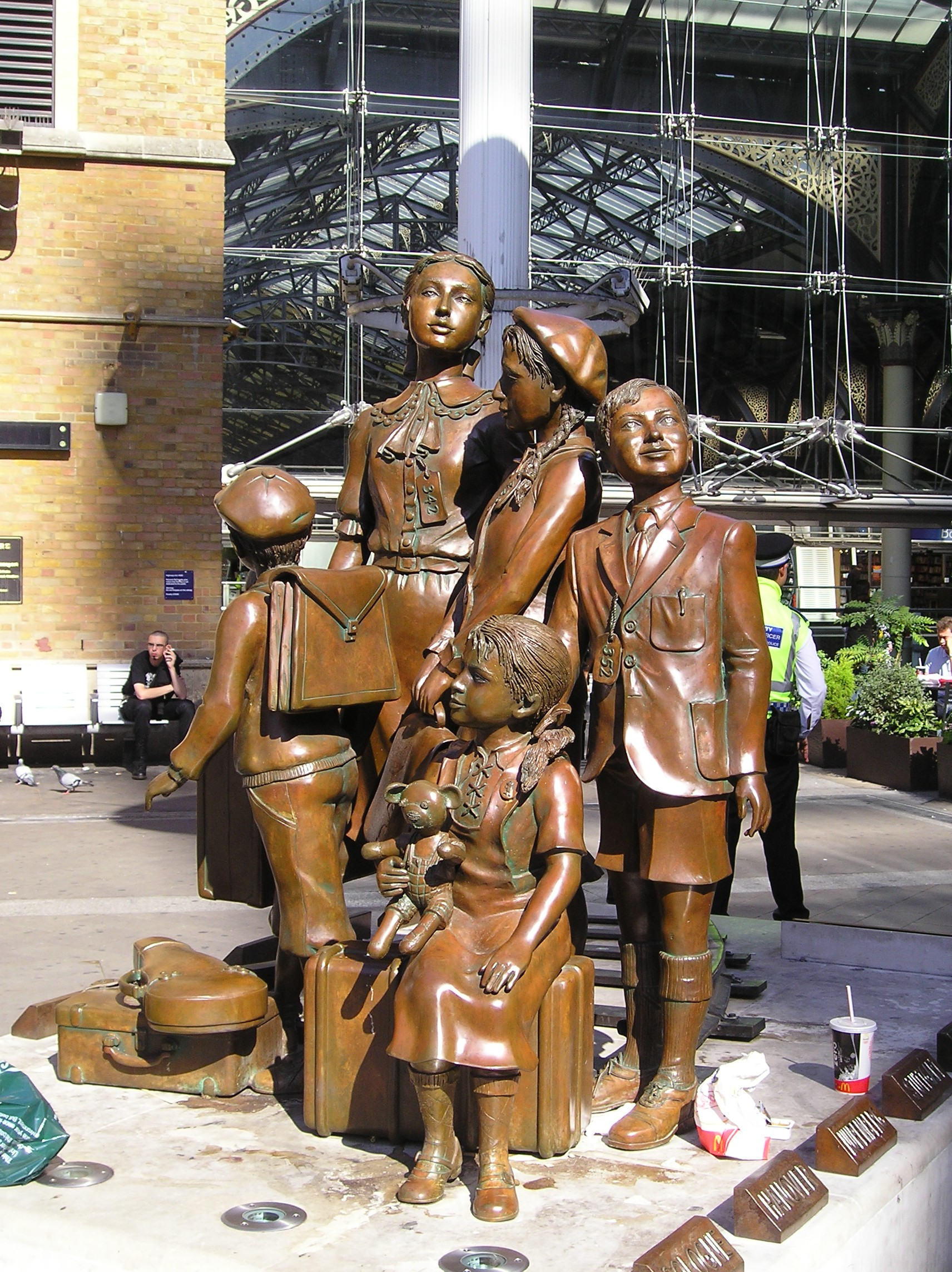
Kindertransport – Die Ankunft von Frank Meisler

Mit dem Inkrafttreten des Railways Act 1921 am 1. Januar 1923, das die Reorganisation des zersplitterten britischen Eisenbahnwesens vorsah, fusionierte die GER mit mehreren anderen Gesellschaften zur London and North Eastern Railway (LNER). Die neue Besitzerin vernachlässigte den Bahnhof, der ab den 1930er Jahren einen zunehmend verlotterten Eindruck machte.

#### Zweiter Weltkrieg und Elektrifizierung (1939–1960)
Von November 1938 bis zum Ausbruch des Zweiten Weltkriegs am 1. September 1939 kamen im Rahmen der Rettungsaktion Kindertransport Tausende von jüdischen Kindern im Bahnhof Liverpool Street an. Um an dieses Ereignis zu erinnern, enthüllte Nicholas Winton im September 2003 das Denkmal Für Das Kind der Künstlerin Flor Kent. Es bestand aus einem Glaskasten, das eine Bronzeskulptur eines Mädchens sowie Originalobjekte der damals geretteten Kinder enthielt. Nach nur zwei Jahren musste das Denkmal an einen anderen Standort umplatziert werden, da die Objekte im Glaskasten bei schlechtem Wetter zu verfallen begannen. Auf Initiative von Prinz Charles wurde im September 2006 stattdessen die Skulptur Kindertransport – Die Ankunft von Frank Meisler aufgestellt.
In Zusammenarbeit mit dem 1933 gegründeten London Passenger Transport Board begann die LNER die Great Eastern Main Line zwischen Liverpool Street und Shenfield mit 1500 V Gleichspannung zu elektrifizieren. Die Arbeiten kamen langsam voran und mussten für die gesamte Dauer des Krieges unterbrochen werden. Elektrische Vorortszüge verkehrten ab 1946 bis Stratford, ab 1949 bis Shenfield. Zur selben Zeit führte die Elektrifizierung zweier Strecken im Nordosten Londons und in Essex zu einer weiteren Entlastung des Bahnhofs Liverpool Street, da die Züge nun nicht mehr zum oberirdischen Kopfbahnhof verkehrten, sondern in der unterirdischen Central Line gebündelt wurden. Im November 1960 war auch die Elektrifizierung der Vorortstrecke nach Chingford abgeschlossen.

#### Umbau (1973–1991)

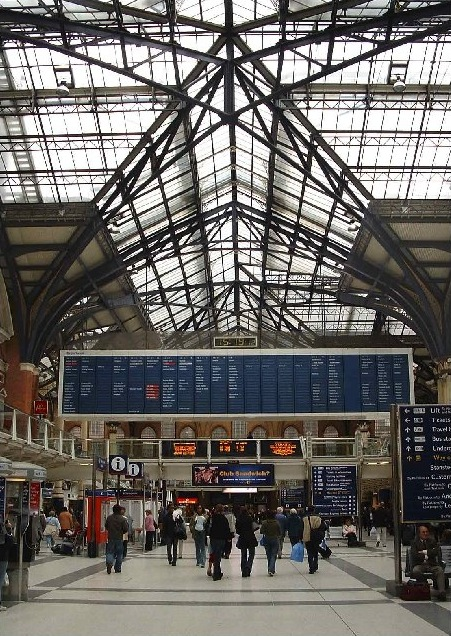
Fallblattanzeige (ersetzt 2007)

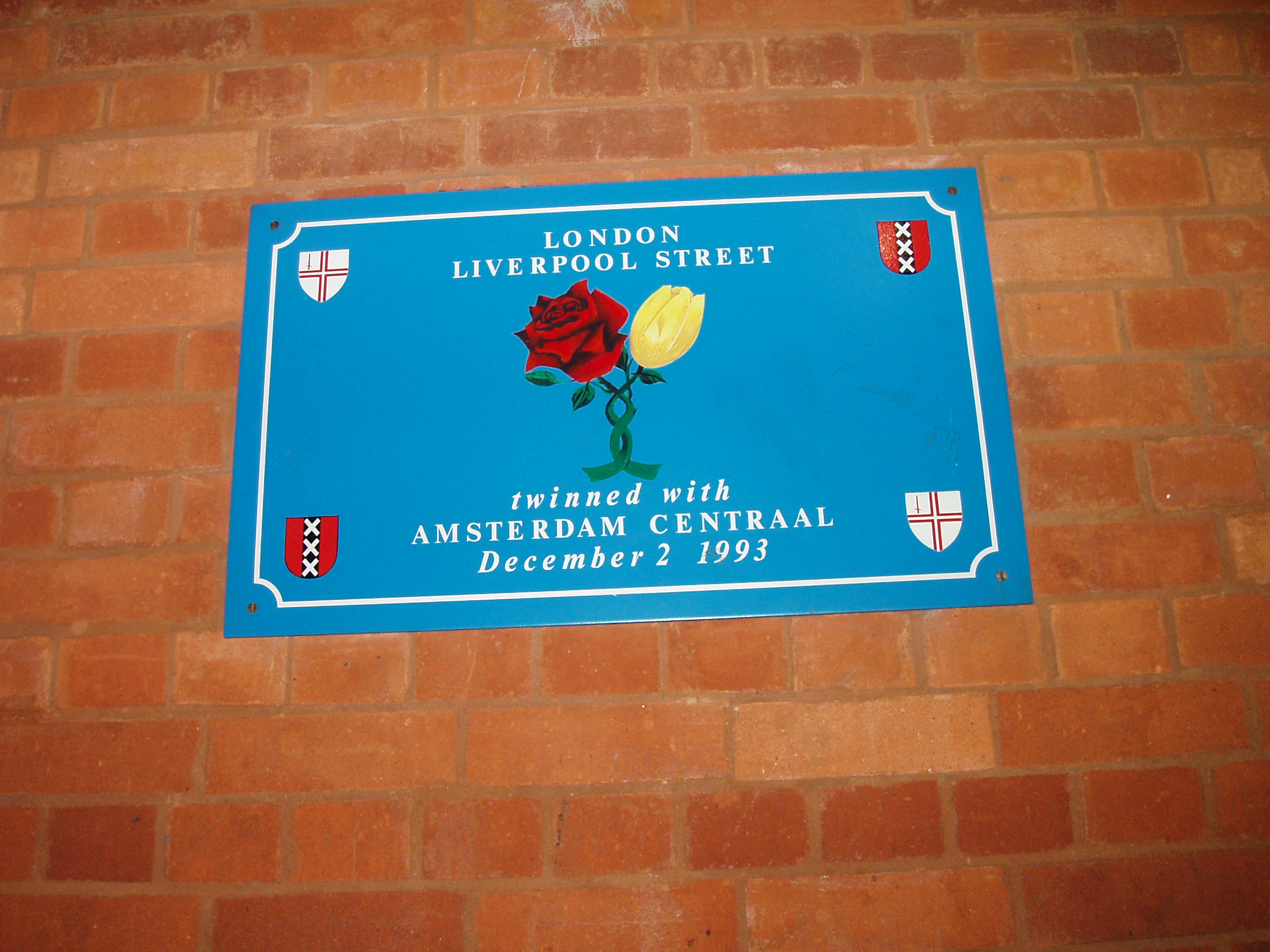
Gedenkplakette Amsterdam Centraal

Der British Railways Board, die London Transport Executive, der Greater London Council und das Umweltministerium legten 1973 einen Bericht zur Modernisierung des Bahnverkehrs in London vor. Es empfahl insbesondere den Umbau der Bahnhöfe Liverpool Street und Broad Street, der durch Immobilienentwicklung auf dem Gelände finanziert werden sollte. Liverpool Street hatte mit verschiedenen Problemen zu kämpfen, die zu einem großen Teil auf die Erweiterung von 1890 zurückzuführen waren. Es handelte sich quasi um zwei Bahnhöfe an einem Standort, mit zwei durch Gänge verbundenen Querbahnsteigen, mehreren Schalterhallen und einem ineffizienten Verkehrsfluss innerhalb des Gebäudes. Auch die Bahninfrastruktur schränkte die Nutzbarkeit ein: Nur auf sieben Gleisen konnten Züge mit zwölf Wagen abgefertigt werden und die Anordnung der Ausfahrtsgleise erwies sich als Flaschenhals. 1975 kündigte British Rail Pläne an, sowohl Liverpool Street als auch Broad Street abzureißen und durch Neubauten zu ersetzen. Der geplante Abriss stieß auf heftigen Widerstand der Öffentlichkeit und löste eine von John Betjeman angeführte Kampagne aus. Sie erzwang eine öffentliche Anhörung, die von November 1976 bis Februar 1977 dauerte.
Als Ergebnis der Anhörung sollte das Dach der westlichen Gleishalle von 1875 erhalten bleiben. Es wurde infolgedessen zwischen 1982 und 1984 repariert und verstärkt. Es folgten Reparaturen am Hauptdach, die 1987 abgeschlossen waren. Die Pläne sahen eine Verbreiterung der Bahnhofsausfahrt um zwei Gleise vor; auch sollten der benachbarte Bahnhof Broad Street miteinbezogen und relativ niedrige Bürogebäude errichtet werden. 1983/84 erfolgte eine Neubewertung des Projekts. Es wurde beschlossen, den Flaschenhals beizubehalten, stattdessen eine neue Signalanlage einzurichten und den Umbau auf Liverpool Street zu beschränken. Auf diese Weise konnte das Gelände des Bahnhofs Broad Street gewinnbringend für Büronutzungen freigegeben werden. 1985 unterzeichnete British Rail eine Vereinbarung mit dem Bauunternehmen Rosehaugh Stanhope und im darauf folgenden Jahr begann mit dem Abriss von Broad Street die Umsetzung des Stadtentwicklungsprojekts Broadgate.
Arbeiten im Gleisbereich beinhalteten den Bau einer kurzen Verbindungsstrecke zur North London Line. Auf diese Weise konnten Züge, die zuvor Broad Street angefahren hatten, zur Liverpool Street verkehren. Der Bahnhof wurde mit einem Querbahnsteig umgebaut und erhielt zwei neue Eingänge, hinzu kam ein neuer Busbahnhof an der südwestlichen Ecke. Bis 1991 entstand das Broadgate-Büroviertel mit einer Nutzfläche von 330.000 Quadratmetern auf dem Gelände des früheren Bahnhofs Broad Street und über den Gleisen des Bahnhofs Liverpool Street. Die Einnahmen aus dem Broadgate-Projekt dienten dazu, die Modernisierung von Liverpool Street zu finanzieren. Die Baukosten betrugen 120 Millionen Pfund Sterling. Königin Elisabeth II. eröffnete den umgebauten Bahnhof offiziell am 5. Dezember 1991.

#### Weitere Entwicklung (seit 1991)
1991 entstand ein zusätzlicher Eingang an der Ostseite von Bishopsgate, mit einer Unterführung unter der Straße hindurch. Seit Dezember 1993 ist Liverpool Street ein „Schwesterbahnhof“ von Amsterdam Centraal, woran eine Gedenkplakette nahe dem Eingang zur U-Bahn-Station erinnert. Am 24. April 1993 explodierte in Bishopsgate eine Autobombe der Provisional Irish Republican Army. Am Bahnhof entstand ein Sachschaden in der Höhe von 250.000 Pfund, vor allem im Bereich des Glasdachs. Zwei Tage nach dem Anschlag konnte der Bahnhof wieder in Betrieb genommen werden.
Bei Bohrarbeiten für das Crossrail-Projekt kam im August 2013 ein Friedhof aus dem 17. Jahrhundert zum Vorschein, nur wenige Meter unter der Oberfläche der Liverpool Street. Der New Churchyard (neue Kirchhof) auf dem Gelände des damaligen Bethlem Royal Hospital enthielt die Überreste mehrerer hundert Personen aus allen Bevölkerungsschichten, darunter Pestopfer, Strafgefangene und unidentifizierte Leichen. Weitere Grabungen im Jahr 2015 ergaben, dass dort über 3000 Menschen bestattet worden waren.
2015 übernahm TfL Rail von Abellio Greater Anglia den Vorortsverkehr zwischen Liverpool Street und Shenfield, als Vorlaufbetrieb für Crossrail. Die Zuständigkeit für die Lea Valley Lines von Liverpool Street nach Enfield Town, Cheshunt und Chingford ging im selben Jahr an London Overground über.

## U-Bahn

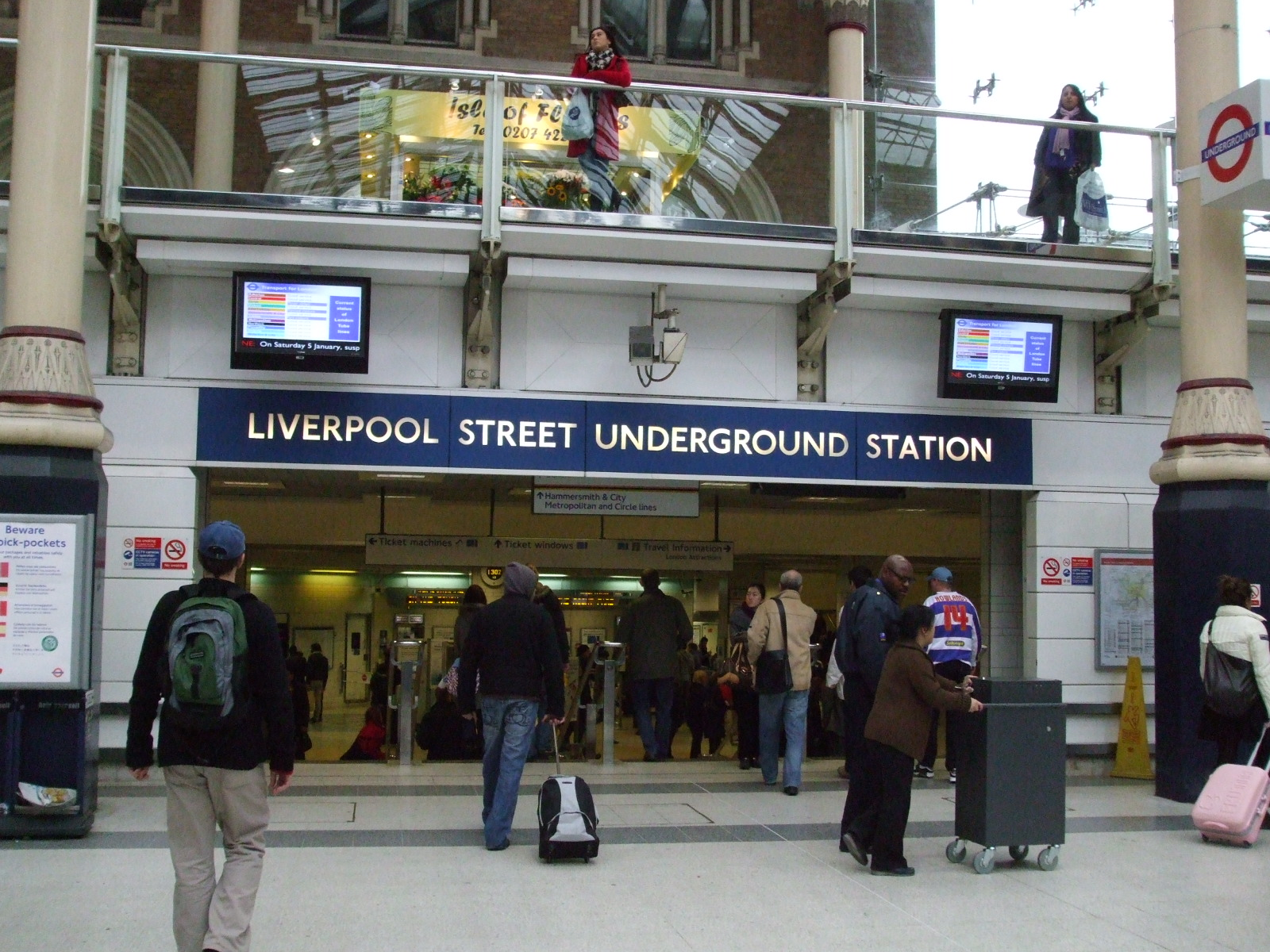
Eingang zur U-Bahn-Station in der Haupthalle

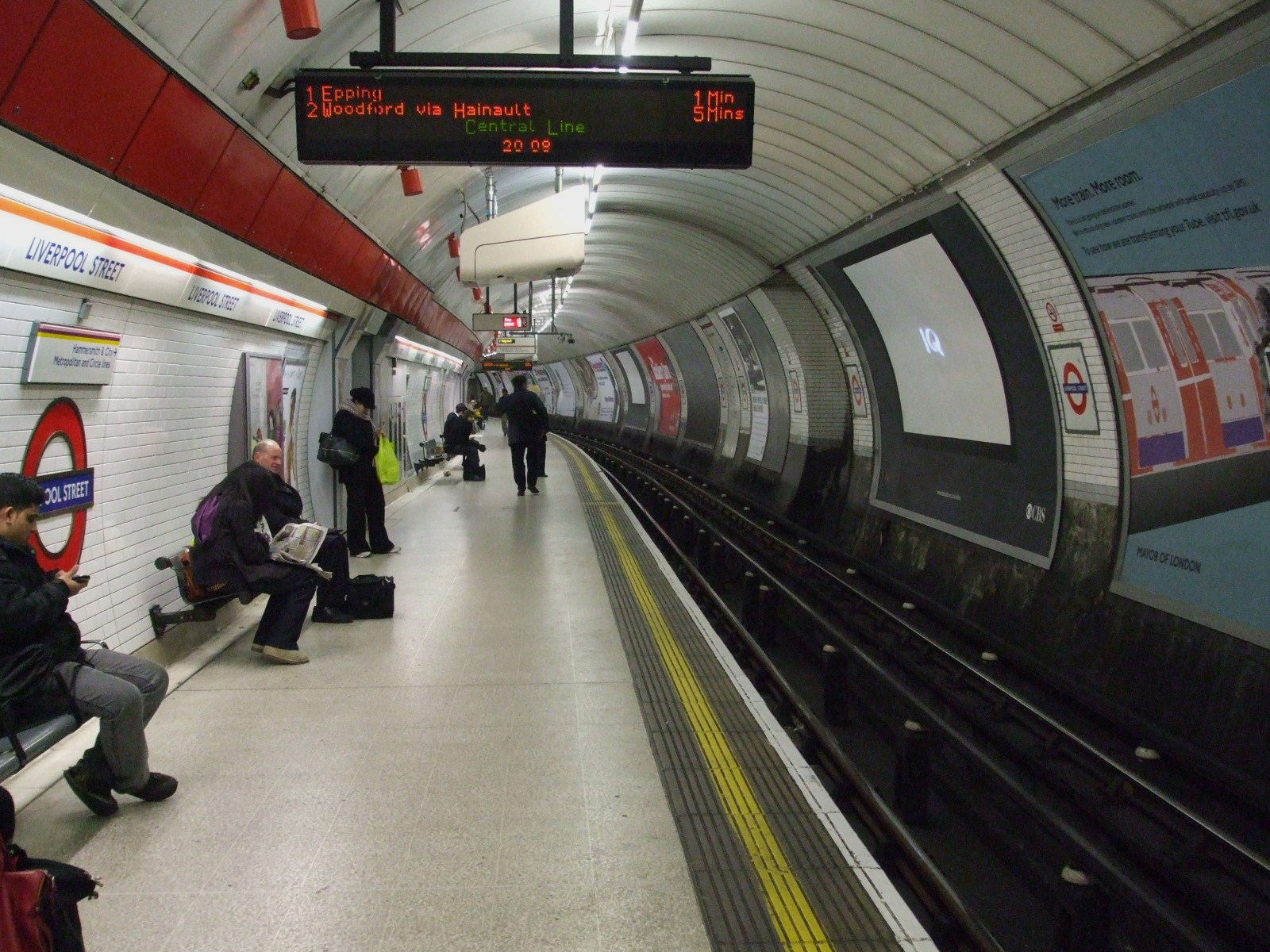
Bahnsteig der Central Line nach Osten

### Betrieb
Liverpool Street ist die am sechstmeisten frequentierte Station der London Underground. Unter dem Bahnhof kreuzen sich U-Bahn-Tunnel auf zwei Ebenen. Auf der oberen Ebene befinden sich die Bahnsteige der Circle Line, der Hammersmith & City Line und der Metropolitan Line, die zum Typus der Unterpflasterbahnen gehören. Die untere Ebene ist der Central Line vorbehalten, die in Form einer Röhrenbahn errichtet wurde. Die U-Bahn-Station ist nicht barrierefrei.

### Geschichte
Der Bahnhof Liverpool Street war von Anfang an so geplant worden, dass ein Übergang zum rasch expandierenden Londoner U-Bahn-Netz erstellt werden konnte. Die Metropolitan Railway, die Vorgängergesellschaft der heutigen Metropolitan Line, verkehrte am 1. Februar 1875 erstmals von Moorgate zur Liverpool Street, wobei sie zunächst in die Bahnhofshalle fuhren, um dort zu wenden. Die Züge benutzten zu diesem Zweck eine enge Verbindungskurve, die einen Radius von nur 70 Metern und ein steiles Gefälle aufwies. Am 12. Juli 1875 nahm die Metropolitan Railway eine eigene unterirdische Station in Betrieb, die den Namen Bishopsgate erhielt. Neben den beiden Seitenbahnsteigen 1 und 2 existierte bis 1994 der Kopfbahnsteig 3 für hier endende Züge aus westlicher Richtung. Am 1. November 1909 erfolgte die Umbenennung der U-Bahn-Station in Liverpool Street.
Am 28. Juli 1912 erreichte die Central London Railway (die heutige Central Line) den U-Bahnhof Liverpool Street von Bank her. Die tief liegenden Bahnsteige 4 und 5 bildeten für über drei Jahrzehnte die östliche Endstation. Zur Beleuchtung wurden Moore-Vakuumröhren verwendet, die über drei Mal heller waren als die damals üblichen Glühbirnen. Während der Angriffe der deutschen Luftwaffe auf Großbritannien im Zweiten Weltkrieg (auch als The Blitz bekannt) war die U-Bahn-Station eine der wichtigsten Zufluchtsstätten. Nach besonders heftigen Angriffen im East End am 7. November 1940 strömten viele Menschen hierher und das Personal öffnete erstmals die Tore, ohne nach Fahrkarten zu fragen. Für den Rest des Krieges erwies sich die Station als der praktischste Unterschlupf der lokalen Bevölkerung.
Als Teil des New Works Programme wurde die Central Line am 4. Dezember 1946 ostwärts nach Stratford verlängert. In der Station gab es daraufhin Kapazitätsengpässe, weshalb bis 1951 eine neue Schalterhalle entstand. Während der Terroranschläge vom 7. Juli 2005 ließ der Attentäter Shehzad Tanweer eine Bombe in einem U-Bahn-Zug der Circle Line, der die Station gerade in Richtung Aldgate verlassen hatte, explodieren. Dabei kamen sieben Menschen ums Leben.

## Elizabeth Line (Crossrail)
Liverpool Street ist seit Mai 2022 an die Crossrail-Strecke angebunden, eine S-Bahn-ähnliche Bahnverbindung durch das Zentrum Londons mit dem Namen Elizabeth Line, die ursprünglich 2018 fertiggestellt werden sollte, aber erst am 24. Mai 2022 in Betrieb gegangen ist. Züge werden in westlicher Richtung via Paddington nach Reading und zum Flughafen Heathrow verkehren, in östlicher Richtung nach Abbey Wood und Shenfield. Zurzeit in Bau ist eine zusätzliche barrierefreie Schalterhalle beim Broadgate-Büroviertel südwestlich des Bahnhofs. Eine mit den Bahnsteigen verknüpfte Fußgängerverbindung wird zur Schalterhalle des Bahnhofs Moorgate führen, wo Umsteigemöglichkeiten zur Northern Line und zur Northern City Line bestehen werden.
Die von TfL Rail betriebenen Vorortszüge zwischen Shenfield und Liverpool Street werden westlich von Stratford in den neuen Tunnel geleitet, gleichzeitig wird der Fahrplantakt auf der Great Eastern Main Line markant erhöht. Nach der vollständigen Inbetriebnahme von Crossrail wird Gleis 18 in der Haupthalle des Bahnhofs Liverpool Street stillgelegt, um Platz für die Verlängerung der Gleise 16 und 17 zu schaffen, damit diese längere Züge aufnehmen können.